# 이노쿠치촌 (도야마현)
이노쿠치촌(井口村)은 도야마현 히가시토나미군에 설치되었던 촌이다. 2004년 11월 1일에 합병해 난토시가 되었다.

## 역사
에도시대 초기에는, 이구치 촌의 중심 취락은 「마치무라」라고 불렸다. 중세에 이 지점에 이구치 지역의 '시(市)'가 있었음을 보여준다.이후 전국시대 성단정 성립 때 '이구치노시'는 흡수되어 '조하나의 로쿠사이시(후에 구사이시)'의 일부가 되었다.
1647년(쇼호 4년) 자료에는 후쿠미쓰에서 이바(井波)로 나가는 길목으로 후쿠미쓰 촌-잇카이치 촌-무네모리 촌-정촌(후의 이구치 촌)-이나미 촌(井波村)이 있다. 증세에서 근세대의 변화 과정에서 시장으로 번성하던 시절의 흔적이 이 시점에서 희미해지지 않았기 때문으로 보인다
현재의 마을은 정촌제를 시행하여 시로 성립되었다. 이후 난토시가 될 때까지 한 번도 합병은 하지 않았다.
- 1889년 4월 1일 - 정촌제 시행과 함께 이노쿠치촌이 성립하였다.
- 2004년 11월 1일：히가시토나미군의 후쿠노정, 조하나정, 다이라촌, 가미타이라촌, 도가촌, 이나미정과 니시토나미군의 후쿠미쓰정이 합병해 난토시가 되었다.

## 교육
- 이구치 촌립 이구치 초등학교
- 이구치 촌립 이구치 중학교

## 교통

### 도로
- 도야마 현도 27호 이나미조하나선
- 도야마 현도 71호 이케지리 후쿠노선
- 도야마 현도 284호 이나미 이구치조하나선
- 도야마 현도 294호 가와카미 쥬키타노선